# Aleatorni ugovori
Aleatorni ugovori su vrsta ugovora kod kojih u momentu njihovog zaključenja nije poznata visina i uzajamni odnos prestacija, to jest ne zna se tačno ko šta prima i šta ko duguje.Za razliku od komutativnih ugovora kod aleatornih ugovora u trenutku zaključenja ne zna se za koju stranu će nastati pravo, a za koju obaveza kao i kolika će biti visina obaveza, već to zavisi od nekog neizvesnog i vremenski neodređenog događaja. Otuda i njihov naziv aleatorni od latinske reči alea što znači kocka.
Aleatorni ugovori su na primer ugovor o opkladi-kad se u trenutku zaključenja ne zna ko će biti povjerilac a ko dužnik a visina obaveze je poznata, ugovor o osiguranju (neizvesno je da li će nastupiti osigurani slučaj) ili ugovor o doživotnom izdržavanju neizvjesno je kolika ce biti visina obaveza jedne strane a druge je poznata (ne zna se u momentu zaključenja koliko će trajati i kolika biti visina obaveze davaoca izdržavanja).Takođe po uslovima pod kojim je zaključen aleatoran je i ugovor o kupovini nade (emptio spei) gde se na primer ugovora prodaja budućih prinosa plodova neke njive (ne zna se da li ce obaveza jedne strane uopšte ostvariti i ako se ostvari ne zna se iznos a obaveza druge strane je poznata).
Praktični značaj podele ugovora na komutativne i aleatorne jeste taj što se na aleatorne ugovore ne primenjuju pravila o prekomernom oštećenju (laesio enormis) i tu važi pravilo "alea isključuje leziju". Osim toga pojedini aleatorni ugovori kao što je ugovor o opkladi stvaraju prirodne obligacije (obligatio naturalis).